# Lo Renaixement (1884-1886)
Lo Renaixement era una publicació mensual catalanista, editada a Igualada entre 1884 i 1886.

## Descripció
Portava el subtítol Butlletí mensual del Centre Catalanista d'Igualada i, a partir del núm. 25 (30 juny 1886), Butlletí mensual de la Secció Catalanista del Ateneo Igualadí de la Classe Obrera.
L'adreça de la redacció i l'administració era al Centre Catalanista, al carrer de Sant Pere Màrtir, 21, baixos i s'imprimia als tallers de Marian Abadal, a la rambla de Sant Isidre, 21.
El primer número es va publicar el 30 de juny de 1884 i el darrer, el 27, portava la data de 31 d'agost de 1886. Sortia l'últim dia de cada mes i tenia entre vuit i setze pàgines, segons els números. El format era de 21 x 15 cm. La numeració de les pàgines continuava d'un número a l'altre, pensant en la seva enquadernació. Així, el primer volum comprèn fins al número 19 i té 320 pàgines i el segon conté des del 20 fins al 27 i té 64 pàgines.

## Continguts
Estava escrita totalment en català i va començar a publicar-se en fundar-se el Centre Catalanista d'Igualada. En el primer número diu que pretenen: “Unió entre els igualadins quant es tracti d'interessos locals; unió entre’ls catalans quant els interessos de Catalunya corrin perill”.
La presentació era acurada, amb informació sobre la història, la cultura i les tradicions igualadines, algunes poesies i notícies curtes. Destaquen la sèrie d'articles “Aplech de datos per la historia de Igualada” i la secció fixa “Curiositats de l'Arxiu Municipal d'Igualada”. El mes de juny de 1885, van publicar un número extraordinari dedicat a la batalla del Bruc.
El dia 1 de juny de 1886 el Centre Catalanista es va unir a l'Ateneu Igualadí de la Classe Obrera com una secció més d'aquesta entitat. A partir d'aquesta data, només es van publicar tres números més i després els redactors van col·laborar en les publicacions de l'Ateneu.
Probablement el director era Jaume Serra Iglesias, que era el president del Centre Catalanista i, més endavant, de l'Ateneu Igualadí (1899-1900). Els redactors eren: Pere Bosch i Soldevila, Joan Serra i Constansó, Joseph Bas i Aguilera i Joan Bas i Jordi. També hi ha col·laboracions de: Joseph Ausió, Olegué Godó, Joseph Franquesa i Gomis, Artur Masriera Colomer, Joan Freixas, Joseph Calonge i Domingo Vidal.

## Localització
- Biblioteca Central d'Igualada. Plaça de Cal Font. Igualada (col·lecció completa)